# 邕江防洪古堤
邕江防洪古堤，位于中国广西壮族自治区南宁市青秀区邕江北岸距邕江大桥以东约300 米处，为一个省级文物保护单位，类型为古建筑，为第六批广西壮族自治区文物保护单位，公布时间为2009年5月4日。
邕江防洪古堤的历史年代为清。